# فرودگاه آبی پمبرتون
فرودگاه آبی پمبرتون (به انگلیسی: Pemberton Aerodrome) یک فرودگاه همگانی است که یک باند فرود آسفالت دارد و طول باند آن ۱۱۹۴ متر است. این فرودگاه در کشور کانادا قرار دارد و در ارتفاع ۲۰۴ متری از سطح دریا واقع شده است.